# Lin Huiqing
Lin Huiqing (1941), ook wel Lin Hui-ching was een Chinees professioneel tafeltennisspeelster. Tussen 1965 en 1971 won ze acht medailles op de wereldkampioenschappen tafeltennis, waaronder vijf gouden medailles in alle disciplines.

## Erelijst
- Goud op de wereldkampioenschappen met het Chinese team in 1965.
- Goud op de wereldkampioenschappen dubbel met Zheng Minzhi in 1965.
- Goud op de wereldkampioenschappen enkel in 1971.
- Goud op de wereldkampioenschappen dubbel met Zheng Minzhi in 1971.
- Goud op de wereldkampioenschappen gemengd dubbel met Zhang Xielin in 1971.
- Zilver op de wereldkampioenschappen enkel in 1965. Ze verloor de finale van de Japanse Naoko Fukatsu.
- Zilver op de wereldkampioenschappen Gemengd dubbel met Zhang Xielin in 1965. Ze verloren de finale van het Japanse duo Koji Kimura en Masako Seki.
- Zilver op de wereldkampioenschappen met het Chinese team in 1971. Ze verloren de finale van het Japanse team.

- Gemeinsame Normdatei: 1154606031
- International Standard Name Identifier: 0000 0003 7049 5574
- Library of Congress Control Number: n2011203417
- Virtual International Authority File: 249773768
- WorldCat: E39PBJj8PrQkkBqdgPggvjB3wC